# Distrito de Port Louis
Port Louis es uno de los distritos de Mauricio. Su capital es Port Louis, capital del país. En él se hallan pequeños pueblos como Paille, Grand River North West, Roche-Bois, Saint Croix, Valle des pretes y Karo Kalyptis.